# Buddy Giovinazzo
Buddy Giovinazzo (* 5. Mai 1957 auf Staten Island, New York City, USA) ist ein US-amerikanischer Schriftsteller, Filmemacher und Regisseur, der seit 1999 in Berlin lebt.

## Leben
Buddy Giovinazzo wurde als Sohn eines Musikers und Enkel italienischer Einwanderer in Staten Island geboren, wo er auch seine Kindheit verbrachte. Giovinazzo wuchs behütet auf, allerdings prägte ihn die Atmosphäre des sozialen Niedergangs an der Lower East Side, wo er in den 1980er Jahren lebte. Er spielte Schlagzeug in einer Jazzband und studierte erst Musik. Anschließend studierte er Film an der City University in New York und begann sich mit dem deutschen Film der 1960er und 1970er Jahre zu beschäftigen. Laut eigener Aussage ist Giovinazzo ein großer Fan von Rainer Werner Fassbinder.
Schon als Schüler begann Giovinazzo Super-8-Filme und Musikvideos zu drehen. Mit einem Budget von nur 25.000 Dollar drehte er Combat Shock, der wie eine Mischung aus Eraserhead und Apocalypse Now daherkommt, und in dem sein Bruder Rick die Hauptrolle spielte. Anschließend realisierte er den Spielfilm Unter Brüdern (No Way Home), für den er dank bekannter Schauspieler wie James Russo, Deborah Unger und vor allem Tim Roth einen Geldgeber fand. Trotz seiner erzählerischen und technischen Qualität lief der Film nicht lange in den Kinos und wurde in Deutschland von seinem Verleih so nachlässig beworben, dass er unterging. In den USA wurde Giovinazzo zwar kaum mit Regiearbeiten betraut, erhielt aber 1998 ein Stipendium des Deutschen Akademischen Austauschdienstes und zog nach Berlin. Er schrieb den Mafia-Thriller „Potsdamer Platz“, der auf Deutsch im Verlag von Erich Maas veröffentlicht wurde und begann als Regisseur fürs deutsche Fernsehen zu arbeiten. Während er regelmäßig für die Reihen Tatort und Polizeiruf 110 tätig ist, bezeichnet er die Arbeit als Schriftsteller und sein Schaffen als Autorenfilmer als den Kern seiner künstlerischen Arbeit.
Carmine Giovinazzo, der als Schauspieler in CSI: NY einem größeren Publikum bekannt geworden ist, ist Giovinazzos Cousin. Er ist in Life Is Hot in Cracktown in einer Nebenrolle als Junkie zu sehen. Giovinazzos Bruder Rick schrieb die Musik für einige seiner Filme.

## Werke

### Autorenfilme
- 1986: Combat Shock
- 1989: She's Back
- 1996: Unter Brüdern (No Way Home)
- 2009: Life Is Hot in Cracktown
- 2011: The Theatre Bizarre (Episode I Love You)
- 2012: A Night of Nightmares

### Regiearbeiten
- 1989: Maniac 2: Mr. Robbie
- 1999: Jeder stirbt – The Unscarred
- 2003: Polizeiruf 110 – Tiefe Wunden
- 2003: Tatort – Dreimal schwarzer Kater
- 2005: Wilsberg – Schuld und Sünde
- 2005: Wilsberg – Todesengel
- 2006: Polizeiruf 110 – Mit anderen Augen
- 2006: Tatort – Das Ende des Schweigens
- 2008: Der Kriminalist (2 Folgen)
- 2009:  Einsatz in Hamburg – Tödliches Vertrauen
- 2009: Tatort – Platt gemacht
- 2009: Der Kriminalist (1 Folge)
- 2011: Tatort – Rendezvous mit dem Tod
- 2013: SOKO Leipzig (vier Folgen)
- 2013: Heldt (vier Folgen)
- 2017: Tatort – Fangschuss

### Bücher
- 1993: Life is Hot in Cracktown. Thunder's Mouth Press, New York. ISBN 1-56025-054-2 (Dt. Ausgabe: Cracktown. Maas Verlag, 1997. ISBN 3-929010-26-7)
- 1996: Poetry and Purgatory. Thunder's Mouth Press, New York. ISBN 1-56025-133-6 (Dt. Ausgabe: Poesie der Hölle. Maas Verlag, 1996. ISBN 3-929010-46-1)
- 2000: Broken Street. Maas Verlag. ISBN 3-929010-56-9
- 2003: Potsdamer Platz. Maas Verlag. ISBN 3-929010-81-X